# Dwight Stones
Dwight Edwin Stones (ur. 6 grudnia 1953 w Irvine) – amerykański lekkoatleta, skoczek wzwyż.

## Kariera
Dwukrotny brązowy medalista olimpijski (Monachium 1972, Montreal 1976), 3-krotny rekordzista świata (do 2,32 m w 1976).
Pierwszy zawodnik, który w skoku wzwyż osiągnął wysokość 2,30 metra.
Po zakończeniu kariery wielokrotnie pełnił funkcję telewizyjnego komentatora zawodów lekkoatletycznych.